# Майк Ердгейзен
Майк Ердгейзен (нід. Mike Eerdhuijzen, нар. 13 липня 2000, Волендам) — нідерландський футболіст, захисник клубу «Утрехт».

## Клубна кар'єра
Народився 13 липня 2000 року в місті Волендам. Вихованець футбольної школи клубу «Волендам». Дорослу футбольну кар'єру розпочав 2019 року в основній команді того ж клубу, в якій провів три сезони, взявши участь у 57 матчах Еерстедивізі, другого дивізіону країни.
31 січня 2022 року Ердхейзен підписав контракт з вищоліговою «Спартою» (Роттердам), який набув чинності 1 липня 2022 року. Відіграв за команду з Роттердама наступні три сезони своєї ігрової кар'єри. Більшість часу, проведеного у складі «Спарти», був основним гравцем захисту команди.
Влітку 2025 року Ердгейзен приєднався до «Утрехта», підписавши чотирирічний контракт.

## Виступи за збірну
2018 року залучався до складу молодіжної збірної Нідерландів до 20 років. На молодіжному рівні зіграв в одному офіційному матчі.

## Статистика виступів

### Статистика клубних виступів
Станом на 26 листопада 2022
| Сезон                | Команда              | Чемпіонат            | Чемпіонат | Чемпіонат | Національний кубок | Національний кубок | Національний кубок | Континентальні кубки | Континентальні кубки | Континентальні кубки | Інші змагання | Інші змагання | Інші змагання | Усього | Усього |
| Сезон                | Команда              | Ліга                 | Ігор      | Голів     | Ліга               | Ігор               | Голів              | Ліга                 | Ігор                 | Голів                | Ліга          | Ігор          | Голів         | Ігор   | Голів  |
| -------------------- | -------------------- | -------------------- | --------- | --------- | ------------------ | ------------------ | ------------------ | -------------------- | -------------------- | -------------------- | ------------- | ------------- | ------------- | ------ | ------ |
| 2018–19              | «Волендам»           | 1Д                   | 1         | 0         | КН                 | -                  | -                  |                      | -                    | -                    |               | -             | -             | 1      | 0      |
| 2019–20              | «Волендам»           | 1Д                   | 12        | 0         | КН                 | 0                  | 0                  |                      | -                    | -                    |               | -             | -             | 12     | 0      |
| 2020–21              | «Волендам»           | 1Д                   | 22        | 0         | КН                 | 1                  | 0                  |                      | -                    | -                    |               | -             | -             | 23     | 0      |
| 2021–22              | «Волендам»           | 1Д                   | 22        | 1         | КН                 | 1                  | 0                  |                      | -                    | -                    |               | -             | -             | 23     | 1      |
| Усього за «Волендам» | Усього за «Волендам» | Усього за «Волендам» | 57        | 1         |                    | 2                  | 0                  |                      | -                    | -                    |               | -             | -             | 59     | 1      |
| 2022–23              | «Спарта»             | ЕД                   | 8         | 0         | КН                 | 0                  | 0                  |                      | -                    | -                    |               | -             | -             | 8      | 0      |
| Усього за кар'єру    | Усього за кар'єру    | Усього за кар'єру    | 65        | 1         |                    | 2                  | 0                  |                      | -                    | -                    |               | -             | -             | 68     | 1      |